# 郑守仁
郑守仁（1940年1月30日—2020年7月24日），男，安徽省颍上县人，中国水利水电工程专家，三峡工程总设计师，中国工程院院士。

## 生平
1940年1月生于安徽颍上。1958年9月至1963年9月，在华东水利学院（现河海大学）水工专业学习。
1963年9月，毕业分配到长江流域规划办公室施工设计处工作，先后任乌江勘测设计大队导流专业组组长、施工设计处导流组副组长、施工设计处副处长、施工设计处处长。1964年9月，成为中国共产党党员。1974年至1981年，负责葛洲坝导流围堰和大江截流设计的重任。
1986年6月，任长江流域规划办公室副总工程师兼隔河岩设计代表处长。1991年5月，任长江水利委员会副总工程师。1994年至2017年，任长江水利委员会总工程师兼三峡工程设计代表局局长。期间1997年当选为中国工程院院士。
2020年7月24日，因病在武汉逝世。享年80岁。

## 荣誉
- “三峡工程大江截流设计”荣获国家优秀设计金奖，其技术成果荣获国家科技进步一等奖，跻身1997年世界十大科技成就之列。
- 2004年获何梁何利基金科学与技术进步奖。
- 2005年获湖北省科学技术突出贡献奖。
- 2017年7月，荣获国际大坝委员会终身成就奖[4]。
- 2019年1月10日，“长江三峡枢纽工程”项目荣获2019年度国家科学技术进步奖特等奖。
- 2019年9月25日被授予“最美奋斗者”称号。[2][5]

## 学术成果
发表学术论文50余篇，主持编写出版了《长江三峡水利枢纽建筑物设计及施工技术》、《长江葛洲坝工程关键技术研究与实践》、《河道截流及流水中筑坝技术》、《水利枢纽工程质量标准及监控》等专著6部。